# Maria Michetti
Maria Michetti (Roma, 5 gennaio 1922 – Roma, 8 settembre 2007) è stata una partigiana, politica, pacifista, femminista e sociologa italiana, dal 1952 al 1956 prima donna a ricoprire l’incarico di assessora alle politiche sociali della provincia di Roma.

## Biografia
Figlia di Luigi, ufficiale del Genio militare e grande invalido a causa dei gas asfissianti respirati in battaglia durante la Grande Guerra, e di Anna Rinolfi, insegnante di scuola elementare, frequenta il liceo Ennio Quirino Visconti a Roma e lo termina nel 1940.
Si iscrive all'università ma interrompe gli studi nel 1942 a causa della guerra; li riprenderà poi nel 1944, interrompendoli nuovamente per gli impegni politici assunti nel PCI, in Provincia di Roma e poi in Comune.
Li riprende definitivamente nel 1972 laureandosi in Lettere nel 1974.
Il 14 luglio 1954 sposa Marcello Marroni, medico, assessore ai lavori pubblici alla provincia di Roma e dirigente del PCI romano fino al 1956.
Hanno un figlio, Marco, nato nel 1955.
Muore a 85 anni nella sua casa di Roma.

## Nella Resistenza
Trascorre gli anni dell’infanzia e della giovinezza nella villa della famiglia Filippini-Lera al Casaletto ove i genitori avevano affittato un appartamento per consentire alla madre, Anna, di essere vicina alla sede della scuola rurale in cui era insegnante; qui è circondata dal verde del giardino e dai fondi e aree agricole di proprietà della nobiltà romana e di alcuni ordini religiosi. Nel contatto con le braccianti agricole avviene la sua precoce e spontanea presa di coscienza politica: 
La vera e propria presa di coscienza antifascista risale al 1938 quando, a seguito delle leggi razziali, vede forzatamente allontanati due suoi compagni di classe di religione ebraica. Anche l'insegnamento di molti docenti del liceo Visconti la guidano verso una coscienza antifascista. Tra questi il professore di filosofia Guido Gigli, don Primo Vannutelli e il professore di Storia dell'arte Raffaele Persichetti che troverà la morte nella battaglia di Porta San Paolo l'8 settembre del 1943. 
Si iscrive al PCI nel 1942; nella Resistenza romana svolge il ruolo di staffetta partigiana e si occupa di logistica, di raccolta di informazioni e di proselitismo sulla popolazione, soprattutto femminile, nei diversi quartieri della città, per creare consenso nei confronti dei gruppi partigiani armati.  “Tutte le mattine tenevo il collegamento con il comitato centrale dell’organizzazione e tutti i giorni avevo una serie di appuntamenti […] per portare notizie, informazioni, ordini che non potevano essere portati altrimenti. Questo era il lavoro di preparazione delle operazioni militari"
Partecipa all’organizzazione degli assalti ai forni nell’inverno tra il 1943 e il 1944, operando soprattutto nella zona di Trastevere; si trova a pochi metri da Teresa Gullace quando viene uccisa in Viale delle Milizie il 3 marzo 1944. Prende parte all’organizzazione della manifestazione del marzo 1944 in piazza San Pietro in occasione della ricorrenza dell’elezione di Pio XII quando, durante il discorso del Papa, la piazza antistante la basilica è inondata da manifestini contro la guerra e migliaia di persone, soprattutto donne con i loro bambini, danno vita a una delle più belle manifestazioni per la pace chiedendo che Roma sia davvero città aperta e non sotto le violenze dei nazifascisti. Roma infatti è dichiarata città aperta unilateralmente da parte italiana, ma non da parte nazista, né da parte degli Alleati. In questa occasione, come primo atto da dirigente politica in clandestinità, scrive un appello, firmato da migliaia di altre donne, da consegnare al Papa affinché chieda il rispetto dello stato di città aperta. Non riesce a consegnare l'appello in Vaticano ma solo a casa di un nipote del pontefice.

## Dopo la Liberazione

### UDI

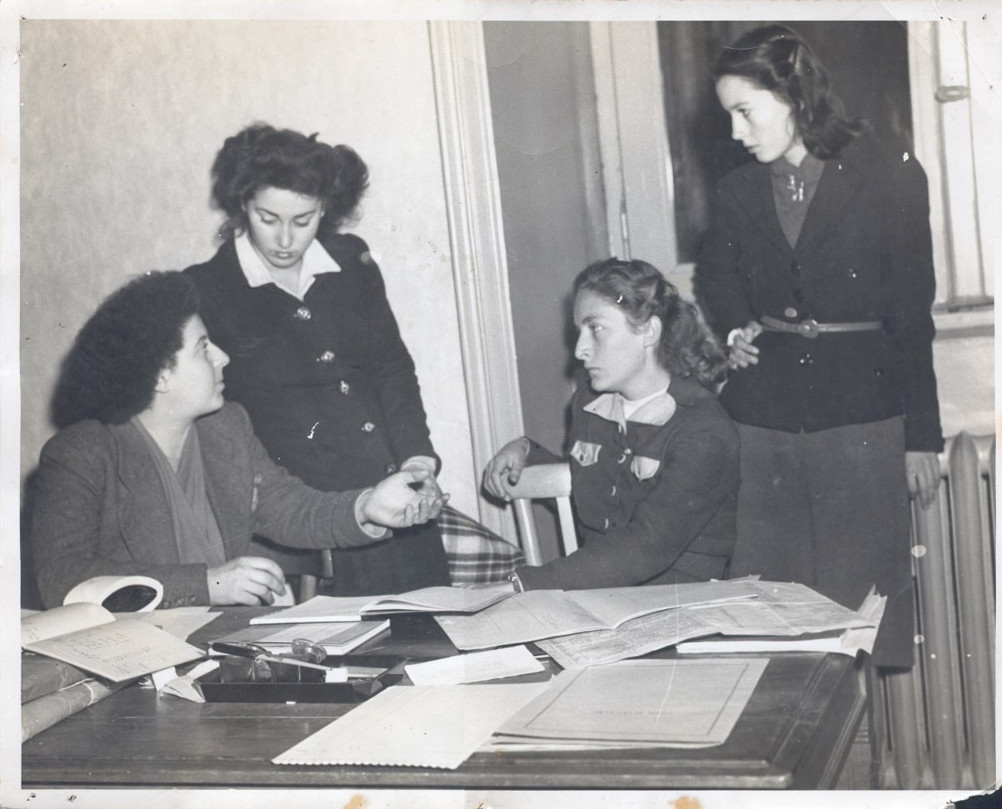
Maria Michetti (prima a sinistra) al congresso fondativo dell'UDI nel 1944

È tra le fondatrici dell'Unione Donne Italiane (UDI), della quale cerca sempre di difendere l’autonomia e l’indipendenza dal PCI:

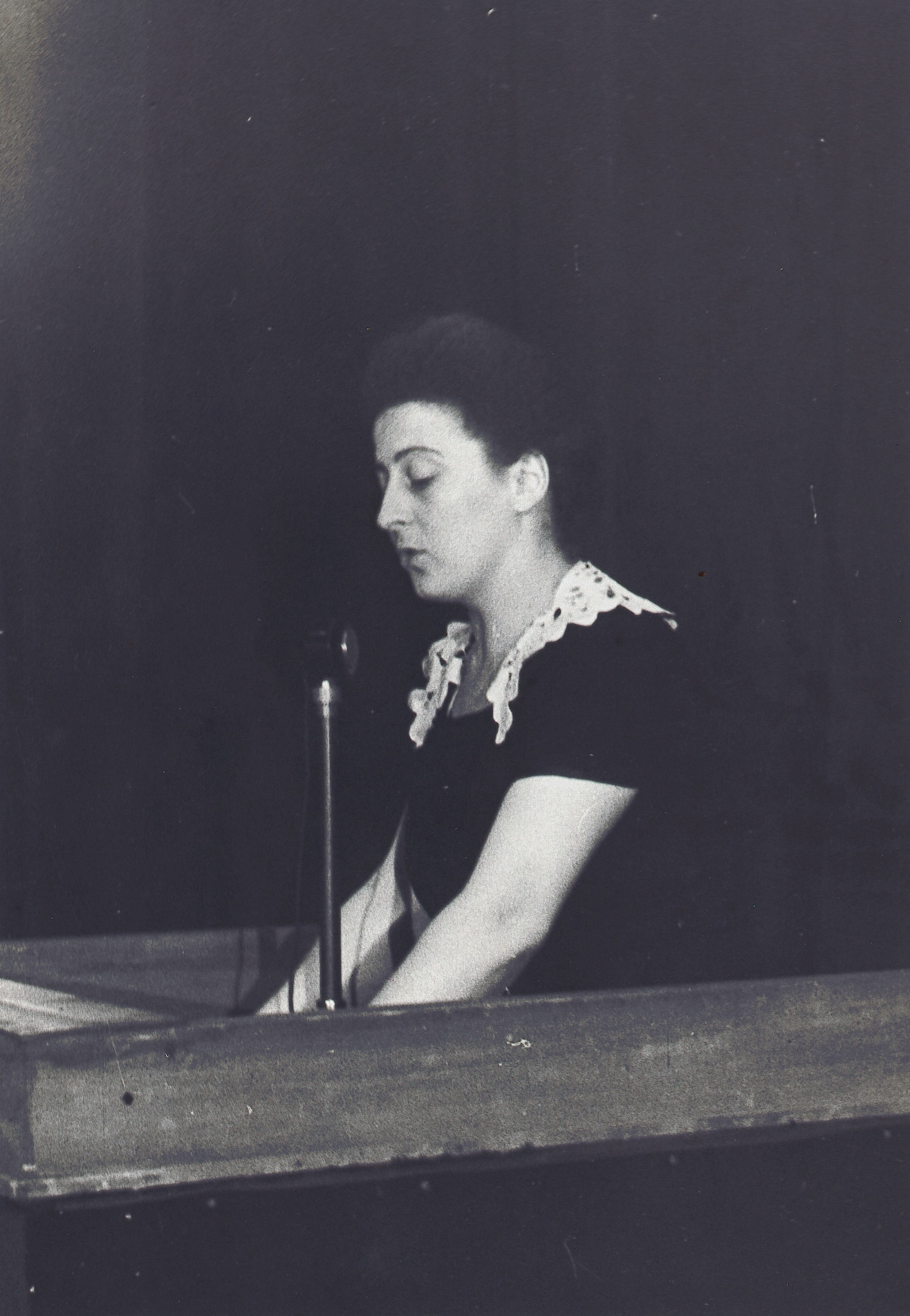
Maria Michetti al congresso UDI 1947

Dal 1950 al 1980 fa parte del Consiglio nazionale e nell’Esecutivo nazionale. Fa poi parte del “Comitato delle garanti” che guida il passaggio dell’UDI da associazione collaterale del PCI e PSI ad associazione autonoma con una struttura interna democratica elettiva e non più condizionata dalle opzioni e indicazioni dei partiti di riferimento. 
Insieme a Luciana Viviani e a Marisa Ombra negli anni '90 si occupa del riordino e dell’archiviazione di migliaia di documenti presenti nell’Archivio centrale UDI, divenuto così il luogo di conservazione e divulgazione di una parte importante della storia delle donne in Italia. Nel 2001 è tra le fondatrici dell Associazione Nazionale degli Archivi dell'Unione Donne in Italia.

### Marocchinate
Nel giugno del 1945, insieme a Luciana Romoli e a Maddalena Accorinti, su indicazione di Laura Lombardo Radice, si reca nelle zone della Ciociaria dove si erano svolti i tremendi fatti delle cosiddette Marocchinate, gli stupri di donne giovani e anziane, violenze su uomini e bambini effettuati dalle truppe francesi di soldati goumier durante la primavera del 1944 nei paesi del centro Italia. Come Consigliera nazionale e figura autorevole dell’Esecutivo nazionale dell’UDI, si impegna insieme all’onorevole Maria Maddalena Rossi ad aiutare, dal punto di vista medico sanitario e ginecologico, le donne oggetto di stupro chiedendo per loro: gli assegni di cura per garantire interventi medico sanitari a contrasto della diffusione delle malattie sessualmente trasmissibili derivate dalle violenze subite; le cure mediche e farmacologiche presso tutti gli ospedali e ambulatori della zona del frusinate per non costringere le donne a difficili spostamenti in aree lontane; la creazione di un centro per la lotta contro le malattie contratte in seguito alle sevizie dei marocchini o diffuse ai familiari; l’estensione delle visite mediche obbligatorie anche ai bambini e alle bambine delle famiglie vittime delle marocchinate. 
Si batte anche per la modifica della normativa sulle pensioni delle vittime di guerra volendola estendere alle donne e ai parenti di primo grado delle persone violentate o trucidate dai soldati goumier, perché le 60 mila vittime delle marocchinate siano riconosciute alla stessa stregua dei morti in combattimento. La proposta è presentata alla Camera dall’onorevole Maria Maddalena Rossi nel 1948 ma solo nell'agosto del 1950, con la legge 64, si stabilisce di assegnare una pensione di guerra alle donne vittime di stupro, unicamente alle persone capaci di dimostrare di avere un’infermità fisica; inoltre l’assegnazione della pensione elimina la possibilità di accedere a ulteriori indennizzi. Per le donne richiedenti diviene necessario anche sottoporsi alla visita di una commissione composta unicamente da medici militari, dimostrare la propria buona condotta morale mentre, per la valutazione della somma da erogare, si tiene in considerazione il fatto se la donna fosse, al momento della violenza fisica, illibata o coniugata.
 

Nel ottobre 1951 si svolge a Pontecorvo un convegno organizzato dall'UDI proprio sul tema delle violenze da parte delle truppe di soldati goumier. Al convegno partecipano circa 500 delegate provenienti dai centri della Ciociaria in rappresentanza delle 60 mila donne che avevano presentato domanda di pensione di vittime civili della guerra. Sono contadine venute con ogni mezzo, ma perlopiù a piedi, dai villaggi e dai paesi della piana e delle montagne circostanti, come ricorda Maria Maddalena Rossi nell’interpellanza parlamentare del 7 aprile 1952:
Maria si impegna per accelerare l’iter delle pratiche di assegnazione delle pensioni, ferme presso l’Intendenza di Finanza di Frosinone, e per garantire il pagamento di un indennizzo in aggiunta alle pensioni come vittime di guerra, un ulteriore aiuto oltre le indennità una tantum devolute dal governo francese e italiano; anni dopo l’iter del riconoscimento di status di vittime civili di guerra è ancora in discussione come si legge negli Atti parlamentari della Camera dei Deputati della seduta del 7 aprile del 1952, svolta dopo le 21 perché l’argomento posto viene ritenuto scabroso e immorale per un’assemblea diurna. 
Partecipa anche al vasto programma organizzato dal PCI di solidarietà e aiuto denominato Treni della felicità grazie ai quali decine di migliaia di bambine e bambini poveri del Meridione sono ospitate da famiglie del Centro e Nord Italia.

## Attività politica

### Consiglio provinciale (1952-1956)
Nel 1952 viene eletta nelle liste del PCI alla Provincia di Roma ricoprendo l’incarico di Assessora ai servizi sociali sia sotto la giunta di Giuseppe Sotgiu che quella di Edoardo Perna fino al 1956. Nella difficile situazione post bellica indirizza l'assessorato verso interventi rivolti all’assistenza alle madri sole, alle bambine e ai bambini orfani, all’infanzia considerata illegittima, cioè quelle bimbe e quei bimbi abbandonati, nati da relazioni illegittime, riconosciuti unicamente dalla madre e con una condizione di povertà molto grave. Realizza alberghi materni, asili, presidi di controllo sanitario e somministrazione di cure e medicinali, colonie estive per l’infanzia. Sostiene economicamente bambine e bambini illegittimi stranieri o apolidi e i loro ricoveri ospedalieri.

### Consiglio comunale (1959-1971)
Nell’autunno del 1959 è eletta nel Consiglio comunale di Roma, lavora nel Gruppo consiliare guidato da Aldo Natoli e combatte una lunga battaglia contro la politica urbanistica delle amministrazioni comunali a guida democristiana iniziata con i dibattiti riguardanti il nuovo Piano Regolatore del 1962: Il piano presentato dalla DC puntava ad uno sviluppo urbanistico indirizzato verso il mare, sulla direttrice EUR-Pontina-Acilia-Ostia (come già previsto dal Piano regolatore elaborato durante il fascismo) rispondendo agli interessi edilizi speculativi del Vaticano e delle grandi imprese edili riunite nell'ACER (Associazione Costruttori Edili Romani). La battaglia del PCI nel consiglio comunale, in cui lei ebbe parte di rilievo,  riuscì a salvaguardare le aree verdi di Villa Doria Pamphili, le tenute agricole di proprietà delle case generalizie e di alcuni ordini religiosi lungo via del Casaletto, via Aurelia Antica, via Portuense, ecc.. e definire una linea di risanamento delle borgate in cui migliaia di persone vivevano in baracche in legno, lamiera e laterizi. 
Nel corso dei mandati in Consiglio Comunale svolti fino al 1971, segue, secondo una visione molto concreta della politica, obiettivi volti alla riqualificazione delle borgate e in favore del diritto allo studio e della diffusione delle scuole materne e dei nidi d’infanzia nei quartieri popolari e periferici della capitale.
Come ha testimoniato la parlamentare Marisa Rodano, Maria Michetti “si batté per la liberazione delle scuole occupate dai sinistrati e dagli sfollati […] per il risanamento delle borgate che erano prive di acqua potabile, invase dall’immondizia, prive di pubblica illuminazione […] Ci fu poi la lotta per la costruzione di case popolari in cui sistemare le famiglie che abitavano nelle baracche o addirittura negli archi degli acquedotti […]”. 

### Nel PCI

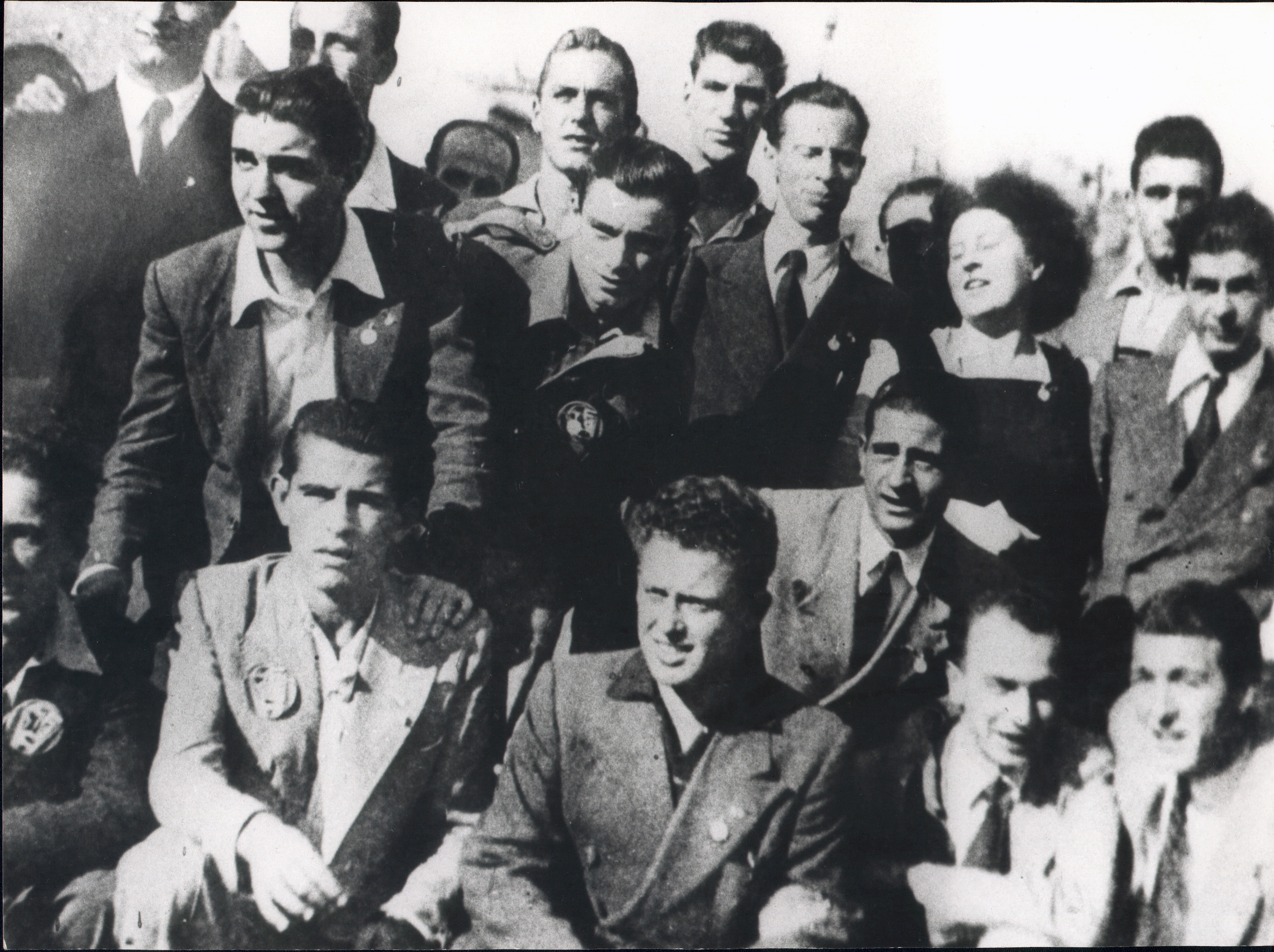
Maria (a destra accanto a Berlinguer) nella delegazione PCI in URSS nel 1946

Fa parte di numerose delegazioni del PCI in viaggi all’estero, come nell’estate del 1945, subito dopo la fine della guerra, in Jugoslavia, nel luglio del 1946, primo di molti altri, in Unione Sovietica; nella primavera del 1959, è nella prima delegazione ufficiale del PCI in visita nella Repubblica di Cina insieme a Giancarlo Pajetta, Gerardo Chiaromonte, Luciano Barca, durante la quale incontra Mao Zedong, Zhou Enlai, Deng Xiaoping e altri dirigenti del PCC.

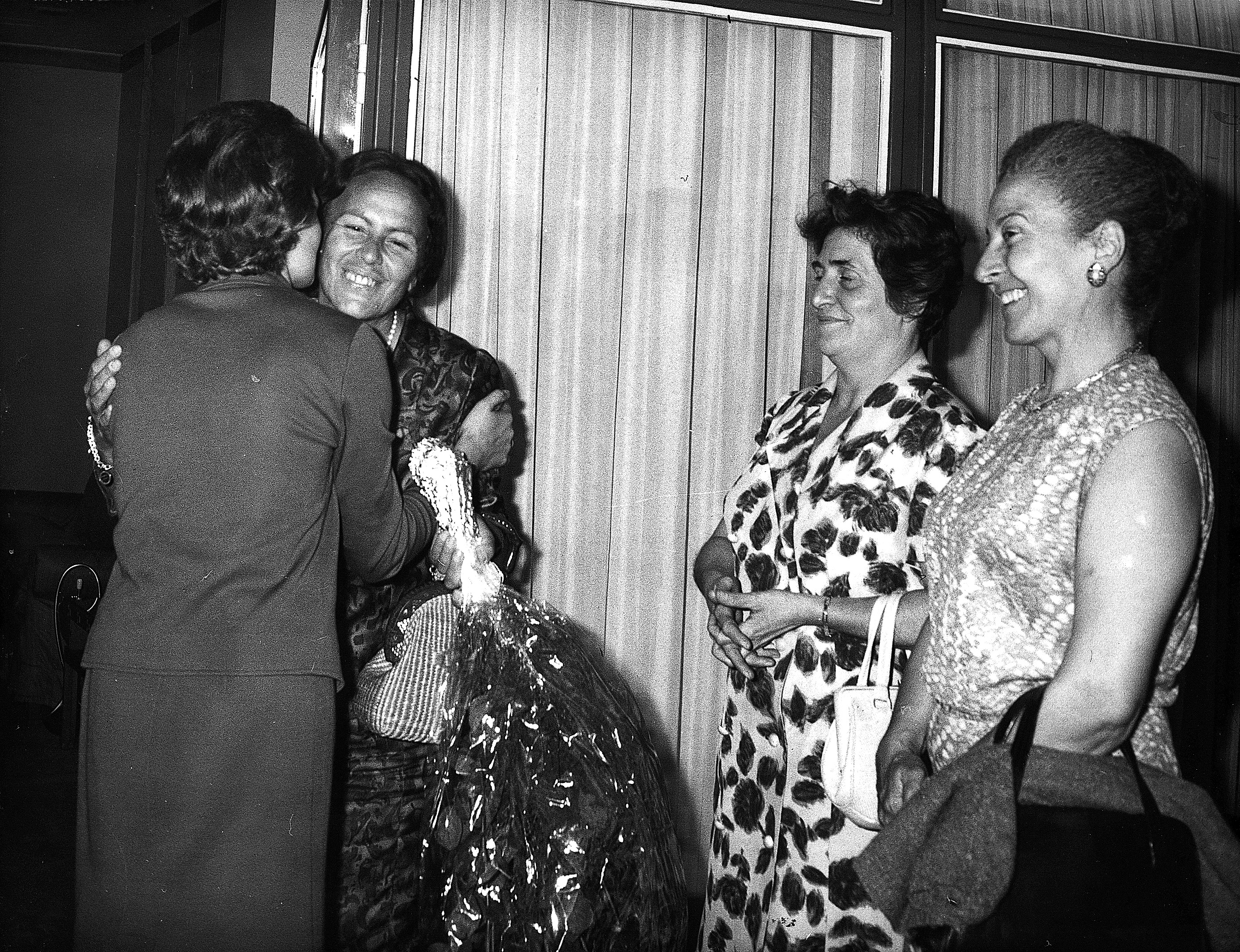
Maria (prima a destra) assieme a Nilde Iotti e l'astronauta russa Valentina Tereskova

Eletta nella Commissione Centrale di controllo del PCI nell’VIII Congresso (1956), viene confermata nei successivi congressi del 1960, 1963 e 1966; nel gennaio del 1959 inizia a lavorare nel Dipartimento femminile del PCI a via delle Botteghe oscure, diretto da Nilde Iotti. 
Essendo vicina alla corrente di Pietro Ingrao, a partire dal 1968 cominciano azioni di marginalizzazione fino al 1971,  quando Maria decise di lasciare gli incarichi all'interno del partito. Continua l’impegno all’interno nel Comitato Federale del PCI di Roma e, dopo la cosiddetta svolta della Bolognina, è eletta nel primo Comitato Centrale del PDS durante il Congresso di Rimini su proposta di Alessandro Natta.

## Ricerca sociale
Nel 1974, dopo la laurea, comincia a collaborare con la cattedra di Sociologia di Franco Ferrarotti, prima come contrattista e poi come ricercatrice; incarico che prosegue per 13 anni fino al pensionamento nel 1987 all’età di 65 anni. L’attività di studio e ricerca con la Cattedra di Sociologia si svolse soprattutto sui temi dell’immigrazione e delle nuove marginalità sociali come documentano i suoi molti scritti.

## Scritti
- Maria Michetti, Giuseppe Sotgiu (a cura di), Atti del Convegno di studio sui problemi dell’infanzia illegittima, Roma 26-27 gennaio 1954, Tipografia della provincia, 1954.
- Maria Michetti, Paola Bertelli, Archeologia dei vecchi mestieri: i fornaciai, in: La Critica Sociologica, Anno XI, nr. 47, Siares, Roma 1978.
- Maria Michetti, Il fascismo a Valle Aurelia, in: La Critica Sociologica, Anno XII, nr. 48, Siares, Roma 1979.
- Maria Michetti, Privatizzazione del pubblico e rinuncia all’acquisizione del consenso diffuso, in: Studi e ricerche sul potere, a cura di F. Ferrarotti, Ianua, Roma, 1980, Vol. I, pagg. 207-302.
- Maria Michetti, La rilevazione empirica della percezione dell’autorità, in: Studi e ricerche sul potere, a cura di F. Ferrarotti, Ianua, Roma, 1980, Vol. I, pagg. 303-508.
- Maria Michetti, Gli intervistati: appartenenze e concezioni politiche, in Franco Ferrarotti (a cura di), Televisione e potere, vol. 1, Edizioni ERI, Torino, 1985, pagg. 53-85.
- Maria Michetti, L’editoria in cifre, in: Ferrarotti, Fraser, Macioti, Michetti (a cura di), La produzione del libro come bene di consumo, Ianua, Roma, 1986, pagg. 141-164.
- Maria Michetti, Roma: l’immigrazione dai Paesi del Terzo mondo, Comune di Roma, 1988.
- Maria Michetti, Stranieri a Roma, Siares, Roma, 1989.
- Maria Michetti, Nicola R. Porro, Il dolce e l’agro dell’astensionismo, in: Franco Ferrarotti (a cura di), La protesta silenziosa. Evoluzione e significati dell’astensionismo elettorale, Siares, Roma, 1989, pp. 67-100.
- Maria Michetti, Roma dai mille colori, in: “Micromega”, n. 3, 1990.
- Maria Michetti, Quanti colori ha la libertà femminile?, in: DWF Trimestrale, n. 1, 1993, pp. 22-32.
- Maria Michetti, Marisa Ombra, Luciana Viviani (a cura di), I gruppi di difesa della donna 1943-45, Roma, UDI, 1995.
- Maria Michetti, Luciana Viviani, Diritto di voto: culture politiche a confronto, in: Il voto alle donne cinquant’anni dopo, Atti del Convegno Nazionale, Campidoglio 6-7 marzo 1995, Comune di Roma, 1996, pp. 115-123.
- Maria Michetti, Margherita Repetto, Luciana Viviani, Laboratorio di politica per le donne. Idee e materiali per una storia, Rubbettino, Soveria Mannelli, 1999.